# Perityle inyoensis
Perityle inyoensis là một loài thực vật có hoa trong họ Cúc. Loài này được (Ferris) A.M.Powell mô tả khoa học đầu tiên năm 1968.